# セレクション俳人
『セレクション俳人』（セレクションはいじん）は、邑書林が出版している中堅俳人を中心とした選集の叢書である。1941年（昭和16年）生まれから1962年（昭和37年）生まれまでの作家が入集しており、全22巻および別冊から構成されている。別冊を除く各巻の内容は、俳句800句および散文50枚に加え、作家論、略歴、初句索引などである。体裁は四六判並製（平均160ページ）。装訂は間村俊一。一般に高価格な俳句書としては価格も抑えられている。
姉妹企画として『セレクション歌人』（全33巻、番外1、別冊1）、『セレクション柳人』（全20巻、番外1、別冊1）がある。

## 全巻の構成
1. あざ蓉子集
2. 藺草慶子集
3. 上田日差子集
4. 大木あまり集
5. 小澤實集
6. 櫂未知子集
7. 岸本尚毅集
8. 佐々木六戈集[1]
9. 仙田洋子集
10. 高野ムツオ集
11. 田中裕明集
12. 筑紫磐井集
13. 対馬康子集
14. 中田剛集
15. 中原道夫集
16. 行方克巳集
17. 西村和子集
18. 仁平勝集
19. 橋本榮治集
20. 正木ゆう子集
21. 宮﨑二健集
22. 四ッ谷龍集

別冊 セレクション俳論

## 新撰21
2009年12月に出版された、若手俳人のアンソロジー。正式名称は『セレクション俳人＋（プラス） 新撰21』。筑紫磐井・対馬康子・高山れおなの編集により、2009年元旦時点で40歳未満の21名の自選100句・作句信条・略歴・近影に加え、参加者21名についての小論や編者3名と小澤實による合評座談会などを掲載している。
入集者は越智友亮、藤田哲史、山口優夢、佐藤文香、谷雄介、外山一機、神野紗希、中本真人、高柳克弘、村上鞆彦、冨田拓也、北大路翼、豊里友行、相子智恵、五十嵐義知、矢野玲奈、中村安伸、田中亜美、九堂夜想、関悦史、鴇田智哉。